# Хата на тата
«Хата на тата» — українське телевізійне соціальне реаліті-шоу, що виходило на телеканалі СТБ з 2012 по 2022 роки, суть якого полягає у тому, що дружина покидає сім'ю на певний час заради відпочинку, а на тата звалюються всі хатні клопоти. Телепроєкт уже налічує 10 сезонів та має значну популярність, особливо в українському сегменті YouTube, де певні серії набрали понад 3 млн переглядів. За підсумками 2015 формат програми «Хата на тата» визнано найкращим «Новим українським форматом» за версією «Телетріумф». Повторні покази з повним українським дубляжем транслювався на тому ж каналі.

## Формат
За умовами проєкту, обирається сім'я, із чоловіком, дружиною та дитиною чи дітьми. Дружина повинна бути змучена багаторічним виконанням домашніх обов'язків, які чоловік не цінує та не помічає. Програма починається з того, що мама їде у відпустку на тиждень і робить те, про що завжди мріяла, або те, на що не вистачало часу чи грошей. Дозвілля дружини розробляє програма. Наприклад, це може бути закордонна подорож на море, пірнання з аквалангом, подорож на яхтах тощо. У той час, тато залишається на господарстві сам разом із дітьми та хатніми обов'язками. Тато змушений довести дружині та телеглядачам, що він може впоратися по господарству, змінитися, почати цінувати працю дружини та стати справжнім батьком для своїх дітей. Також, протягом тижня у форматі «хата на тата», на батька чекає квест із виконання обов'язкових завдань, виконання яких гарантує приз у 30000 грн, в останніх сезонах — 50000 грн.
Реаліті-шоу розповідає про весь робочий день тата: від прокидання у ліжку, до приготування сніданку, порання по хаті, годуванні свійських тварин (якщо такі є), пранням одягу, виконанням домашніх завдань із дітьми й так далі. Це надає програмі комедійного характеру і романтично-сентиментального забарвлення.

## Права показу за кордоном
Реаліті-шоу «Хата на тата» стало настільки успішним в Україні, що ним зацікавилися за кордоном. Наступні країни купили права на адаптацію: Польща, Литва, Латвія та Франція.